# 韩珉 (1956年)
韩珉（1956年—），中华人民共和国教育部长江学者讲座教授，主要从事利用模式生物研究个体发育和人类疾病相关机理方面的研究工作。

## 生平
韩珉先后毕业于北京大学生化系、加州大学洛杉矶分校，曾在加州理工学院从事博士后研究，1991年起在科罗拉多大学发育生物学系和癌症中心任教。